# Basil Rajapaksa
Basil Rohana Rajapaksa (conocido como Basil Rajapaksa) es un político de Sri Lanka y miembro del Parlamento por el Distrito de Gampaha. Es el actual Ministro del Gabinete de Desarrollo Económico en el gobierno del presidente Mahinda Rajapaksa. Se desempeñó como asesor presidencial senior y miembro del parlamento de la lista nacional en el primer gobierno de Rajapaksa. Fue reelegido al parlamento en abril de 2010, obteniendo el mayor número de votos preferenciales en el condado en las elecciones generales de 2010. Rajapaksa fue nombrado Ministro del Gabinete de Desarrollo Económico. Proviene de una conocida familia política en Sri Lanka. Su padre, D. A. Rajapaksa, fue un destacado político, agitador de independencia, Miembro del Parlamento y Ministro del Gabinete de Agricultura y Tierras en el gobierno de Wijeyananda Dahanayake. Su educación secundaria fue en el Colegio Ananda de Colombo.